# Efratana Gidim
Efratana Gidim är ett distrikt i Etiopien.   Det ligger i regionen Amhara, i den centrala delen av landet, 110 km nordost om huvudstaden Addis Abeba.